# Stand-upcomedy

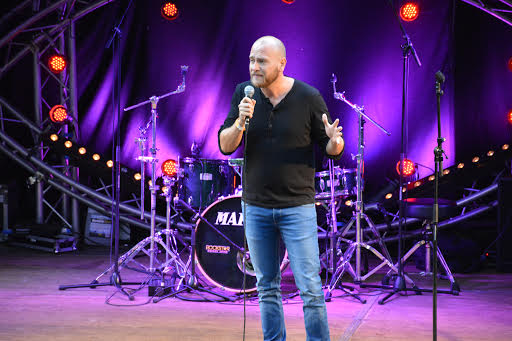
Stand-upcomedian Gerthein Boersma

Stand-upcomedy is een humoristische theatervorm. Vergeleken met het moderne Nederlandse cabaret is het theatrale element bij stand-upcomedy beperkt. Waar in een cabaretvoorstelling vaak sprake is van omlijnde nummers, acteerwerk en muzikale onderdelen, is stand-upcomedy enkel een humoristische monoloog, met vaak een los en persoonlijk karakter. 

## Vorm
Stand-upcomedy is een vorm van comedy waarin één persoon met behulp van een microfoon een reeks kortere of langere grappig bedoelde anekdotes vertelt. Ook losse grappen (zogenaamde oneliners) zijn vaak onderdeel van een stand-upcomedy-set. Waar cabaret vrijwel altijd in het theater wordt bedreven, is bij stand-upcomedy vaak het café de achtergrond, met meestal niet veel meer dan een spotlight en een microfoon met standaard. Bij een stand-upcomedy-optreden is er vaak sprake van een line-up: drie tot vier comedians die om beurt kort optreden, aangekondigd door een MC (Master of Ceremony).
Een belangrijk verschil is de verhouding tot het publiek. Bij cabaret is publieksinteractie of -interventie meestal geen onderdeel, waar bij stand-upcomedy het contact met het publiek veel belangrijker is. Bij stand-upcomedy gaat het om de lach, waar er bij cabaret ruimte is voor veel meer, zoals verhalen, muziek en zelfs dans. Dit maakt de dynamiek van stand-up wezenlijk anders dan van cabaret.

## Nederland
Een succesvolle Nederlandse stand-upcomedian was de Joodse moppentapper Max Tailleur.
Op 7 november 1952 begon Tailleur het cabaret De Doofpot in een voormalig café aan het Rembrandtplein in Amsterdam, waar hij tot 1966 met veel succes zijn moppen tapte.
Het stand-upcomedygezelschap Comedytrain stond aan het begin van de Nederlandse stand-upcomedy traditie. Sinds 1990 treden zij op door Nederland en later ook in hun eigen café Toomler.
In 1994 opende het Comedy Café zijn deuren. Dit was het eerste café waar elke week vast een stand-upcomedyshow gegeven werd. Hun comedians toeren sinds 1994 ook door heel Nederland via impresariaat Stand-Up.
In 1994 ontstond het stand-upgezelschap Comedy Explosion.

## Vlaanderen
Geert Hoste is de stamvader van de stand-upcomedy in Vlaanderen. Hij introduceerde het genre in 1987 en opende voor dit genre de deuren van de theaters en culturele centra. Hoste trekt al sinds 1991 door Vlaanderen met zijn politieke conferences, maar wordt door de meeste stand-upcomedians meer als een cabaretier beschouwd, omdat hij alleen in de grotere theaters optreedt.
In Vlaanderen begonnen de eerste stand-upcomedians eind jaren 90 op te treden in verschillende cafés in onder andere Antwerpen, Stasegem, Gent en Brugge.
Grondleggers van de Vlaamse stand-upcomedy waren The Lunatic Comedy Club (gesticht door Stef Vanpoucke die later 123 Comedy Club oprichtte), café Buster aan de Kaasrui in Antwerpen, Comedy café 'De Trukendoos' in Stasegem (gesticht door de mentalist Gili). Later kwamen ook comedycafé 'The Joker' in Antwerpen, 'Roadkill Comedy' in Leuven, 'King Comedy' in Grimbergen en 'Lebowski's' in Berchem.
Omdat Vlaanderen niet dezelfde klassieke cabarettraditie heeft als Nederland, is stand-upcomedy er snel de dominante humoristische kunstvorm geworden. Tevens is de onderverdeling tussen stand-up en cabaret in Vlaanderen veel vager dan in Nederland, en wordt doorgaans de overkoepelende term Comedy in plaats van Cabaret gebruikt.

## Wedstrijden
Omdat stand-upcomedy een kunstvorm op zich is, ontstonden er in Nederland en Vlaanderen humorwedstrijden die enkel toegankelijk waren voor stand-upcomedians:
- MySpace Comedy Award (tot en met 2007 bekend onder de naam Culture Comedy Award) (2003-): De winnaar in 2003 was Lambert-Jan Koops. In 2004 won Chris van der Ende. In 2005 won Patrick Meijer. 2006 kende de eerste Belgische winnaar; Bart Cannaerts.[5]
- Stand-up Concours van het AKF (2003-): De winnaar van de editie 2003 was Harry Glotzbach. In 2004 won Emile Gronert. In 2005 won Bram van der Velde. Peter Pannekoek was de juryprijswinnaar van 2006, Omar Ahaddhaf won de publieksprijs.
- Knock Out Comedy, het stand-upcomedy kampioenschap van De Gulle Lach. Winnaars: Emile Gronert (2003); Bram van der Velde (2004); Donald Olie (2005); Bert Gabriëls (2006) en Merijn Scholten (2007).
- 123 Comedy Award (2004-): De winnaar van de eerste editie in 2004 was Bert Gabriëls. In 2006 won Joost Van Hyfte.[6]
- Comedy Casino Cup (2006-): De winnaar van de eerste editie van deze televisiewedstrijd was Xander De Rycke, Philippe Geubels werd toen tweede. De tweede editie van de Comedy Casino Cup werd begin 2009 gewonnen door David Galle.
- Humo's Comedy Cup (1998-): Deze wedstrijd wordt ingericht door het weekblad Humo. Bert Schrijvers is de recentste winnaar (2023).
- Lunatic Comedy Award (1998-):  Deze wedstrijd wordt ingericht door The Lunatic Comedy Club. Stijn Vandermeeren is de recentste winnaar (2022).
- Let's Make Comedy (2020-): Wordt georganiseerd door de vereniging Gelderse Podia i.s.m het Comedyburo (samenwerking tussen Said El Hassnaoui en Roel Coppelmans). Het festival speelt zich jaarlijks af in februari/maart op de Gelderse Podia. De finale vindt plaats in het Posttheater te Arnhem, het cabaretpodium van het Oosten.